# Blue Planet Software
Blue Planet Software, anteriormente conocida como Bullet Proof Software, es una empresa desarrolladora/distribuidora de videojuegos. La original Bullet Proof Software fue fundada en Japón en la década de 1980. Blue Planet Software fue fundada por Henk Rogers en Honolulu, Hawái en 1996.

## Lista de juegos
| Juego                                          | Fecha                                          | Sistema                                        | Notas                                          |
| Juegos desarrollados por Bullet-Proof Software | Juegos desarrollados por Bullet-Proof Software | Juegos desarrollados por Bullet-Proof Software | Juegos desarrollados por Bullet-Proof Software |
| ---------------------------------------------- | ---------------------------------------------- | ---------------------------------------------- | ---------------------------------------------- |
| Bakuto Dochers                                 | 1994                                           | Super NES                                      |                                                |
| Black Onyx Plus                                |                                                | Game Boy Color                                 |                                                |
| Faceball 2000                                  | 1991, 1992                                     | Game Boy / Super NES / Virtual Boy (Cancelado) |                                                |
| Hatris                                         | 1992                                           | Game Boy                                       |                                                |
| Obitus                                         | 1991                                           | Super NES                                      |                                                |
| Michael Andretti's Indy Car Challenge          | 1994                                           | Super NES                                      |                                                |
| Pipe Mania                                     | 1990                                           | Game Boy                                       |                                                |
| Seijyuu Maden: Beast & Blade                   | 1995                                           | Super NES                                      |                                                |
| Super Tetris 2 & Bombliss                      | 1993                                           | Super NES                                      |                                                |
| Super Tetris 3                                 | 1995                                           | Super NES                                      |                                                |
| Tetris (Famicom)                               | 1988                                           | Famicom                                        |                                                |
| Tetris Plus                                    | 1990                                           | Arcade                                         |                                                |
| Tetris S                                       |                                                | Sega Saturn                                    |                                                |
| Tetris Blast                                   | 1995, 1996                                     | Game Boy                                       |                                                |
| True Golf: Wicked 18                           | 1993                                           | Super NES / 3DO                                |                                                |
| WildSnake                                      | 1994                                           | Game Boy / Super NES                           |                                                |
| V-Tetris                                       | 1995                                           | Virtual Boy                                    |                                                |
| Welltris                                       | 1989                                           |                                                |                                                |
| Wordtris                                       | 1991                                           | Game Boy / Super NES                           |                                                |
| Yoshi's Cookie                                 | 1993                                           | Super NES                                      |                                                |
| The Twisted Tales of Spike McFang              | 1994                                           | Super NES                                      |                                                |